# Acropogon jaffrei
 (mars 2025).
Espèce
Statut de conservation UICN

EN : En danger
Acropogon jaffrei est une espèce de plantes de la famille des Malvacées endémique de la Nouvelle-Calédonie. Elle fait partie des espèces en danger sur la liste rouge de l'UICN.

## Description

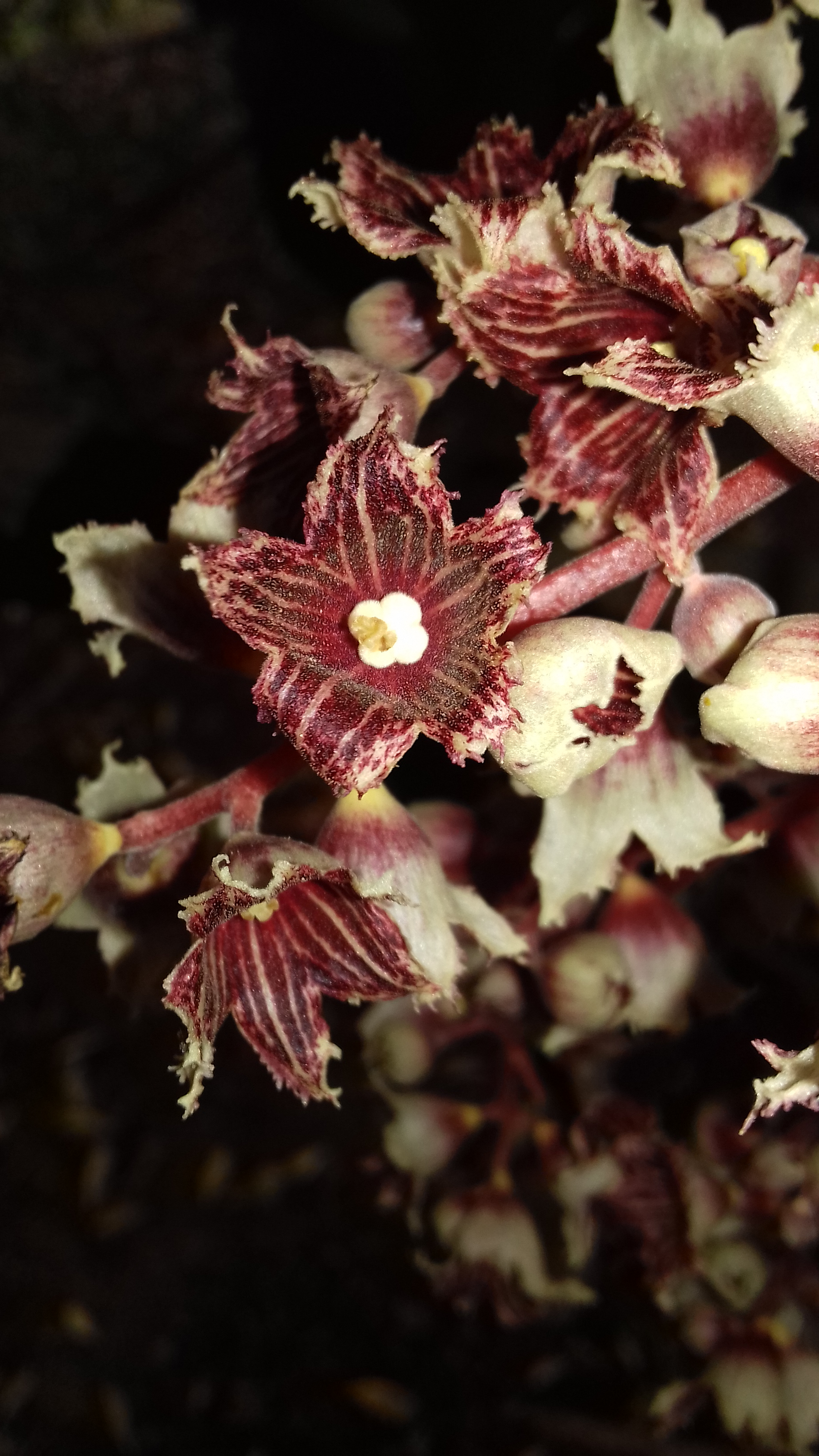
Fleur

### Aspect général
L'espèce se présente comme un arbre monocaule ou peu ramifié. Il peut atteindre 10 mètres de haut et 20 centimètres de diamètre.

### Feuilles
Les feuilles sont trilobées, évoquant une empreinte de dinosaure.

### Fleurs
Les fleurs sont rouges veinées de jaune.

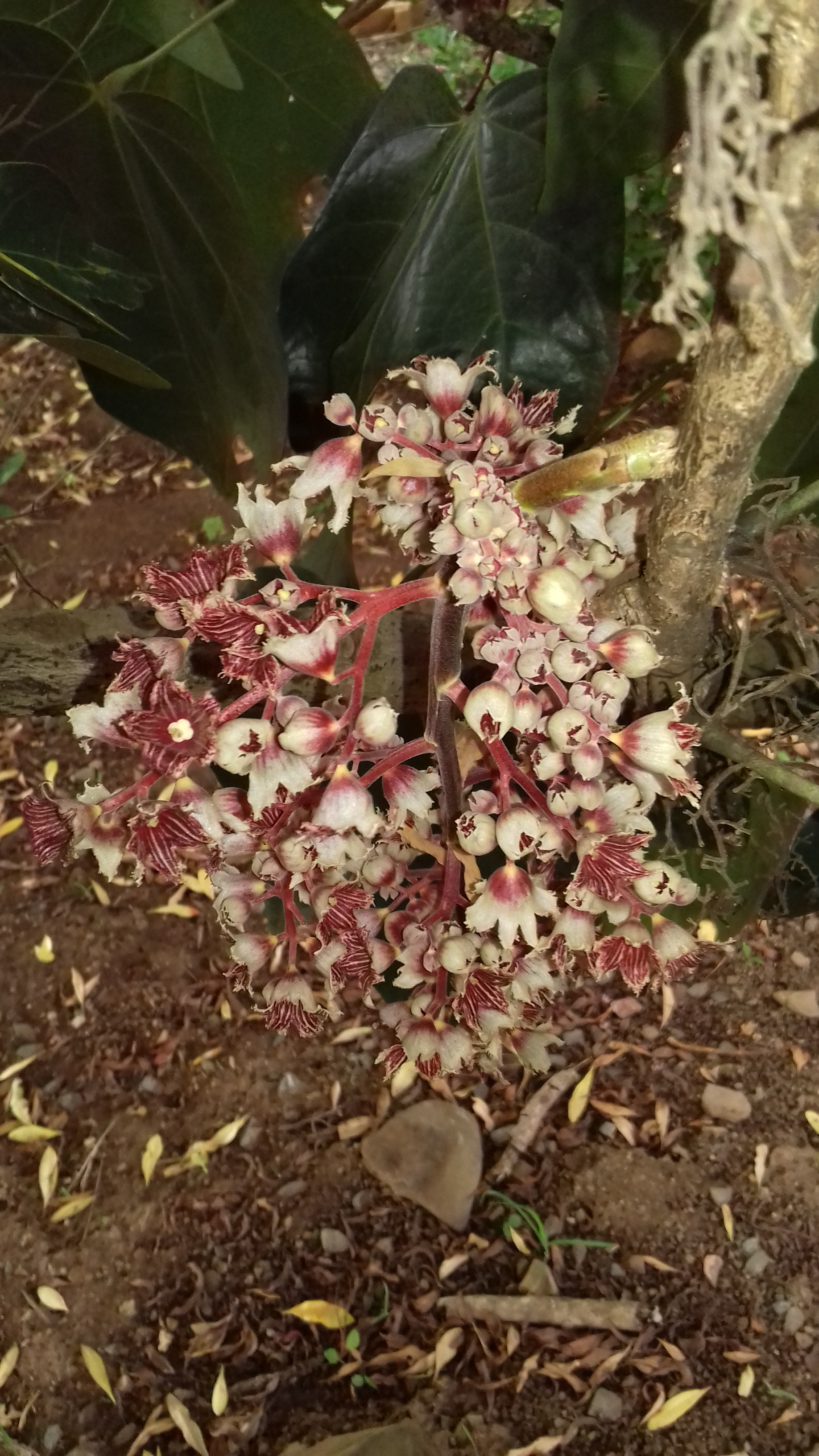
Inflorescences

### Fruits
Les fruits contiennent des graines noires.

## Répartition
Cette espèce se rencontre sur la côte ouest de la Grande Terre, dans le secteur allant de Poya à Koné.